# Angelica sinensis
L'Angelica cinese (Angelica sinensis (Oliv.) Diels), nota comunemente come Dāng Guī (当归), Dong Quai (Jyutping: Dong1 Gwai1) e ginseng femminile, è un'erba della famiglia delle Apiaceae, endemica della Cina.

## Distribuzione e habitat
La specie è diffusa nella Cina settentrionale e centrale.

## Usi medicinali

### Cinese
La radice essiccata è nota comunemente in cinese come Radix Angelicae Sinensis, o angelica cinese  ed è ampiamente diffusa in medicina tradizionale cinese per trattare disturbi ginecologici, fatica, anemia lieve e ipertensione. Ha effetti analgesici, antinfiammatori, antispasmodici e sedativi. Il fitocomplesso della pianta è costituito da cumarine, fitosteroli (beta-sitostesrolo), polisaccaridi, ferulati e flavonoidi. Ha attività antiossidante.
È anche utilizzata come afrodisiaco.

### Coreana
La A. sinensis viene anche impiegata nella medicina tradizionale coreana col nome di danggwi (Hangŭl: 당귀, Hanja: 當歸).

### Controindicazioni
Quest'erba viene utilizzata dagli erboristi per il sistema riproduttivo femminile, in quanto viene ritenuta un tonico uterino e un regolatore ormonale. Viene spesso impiegata in composizioni per la sindrome premestruale nonché in composizioni per i disturbi della menopausa. Quest'erba tuttavia non è raccomandata durante la gravidanza a causa dei possibili effetti ormonali, anticoagulanti e antiaggreganti piastrinici. La ricerca su animali ha evidenziato effetti contraddittori sulla muscolatura uterina, sia in senso stimolatorio che rilassante. La Dong quai viene tradizionalmente considerata una pianta che aumenta il rischio di aborto spontaneo.

### Effetti collaterali
Esiste un case report di un uomo che ha sviluppato ginecomastia in seguito all'assunzione di pastiglie di polvere di radice di dong quai.

### Interazioni con farmaci
La Dong quai aumenta gli effetti anticoagulanti del farmaco warfarina e di conseguenza prolunga il tempo di protrombina e aumenta il rischio di emorragie.